# La Dogana
La Dogana est une maison d'édition fondée en 1981 à Genève, spécialisée dans la poésie,,,.

## Historique
En 1981, Florian Rodari, Peteris Skrebers et Jo Cecconi fondent à Genève les éditions La Dogana, « dans le but de mieux faire connaître toute espèce de textes entrant en relation avec la poésie : recueils en langue française ou étrangère, cycles de poèmes, essais, souvenirs, méditations et proses rythmées et même lieder chantés, qui répondent à la sensibilité des lecteurs et amis qui se sont regroupés pour rendre viable ce projet. »

Le nom de la maison d'édition est inspiré de la Punta della Dogana de Venise : 

« Lieu de transit plus que de contrôle, favorable aux échanges et qui accorde littéralement un visa à la parole, La Dogana – la douane, en italien – souhaite particulièrement mieux faire connaître les poètes de Suisse romande en France et dans les autres pays francophones, comme elle s’efforce de diffuser l’œuvre de poètes français qui n’ont pas encore pu se faire entendre à l’intérieur de nos frontières. »

## Ligne éditoriale
Le catalogue de La Dogana, comprenant en 2021 un peu plus de quatre-vingts ouvrages, se décline en plusieurs collections : « Poésie », « Prose », « Essais », « Ad alta voce » (musique classique) et « Arts » (livres illustrés).
La Dogana a notamment publié des ouvrages de Philippe Jaccottet, José-Flore Tappy, Jean-Pierre Lemaire, Michel Orcel, Pierre Chappuis, Pierre Voélin, Pierre-Alain Tâche et Jean Starobinski, ainsi que des traductions de Dante Alighieri, Emily Dickinson, Rainer Maria Rilke, Umberto Saba, Anna Akhmatova et Ossip Mandelstam.